# Aliou Mahamidou
Aliou Mahamidou est un homme d'affaires et homme politique nigérien.

## Biographie

### Origines et débuts
Aliou Mahamidou est né le 7 juin 1947 à Tahoua au Niger.

### Vie politique
Membre du parti politique nigérien Mouvement national pour la société du développement. Aliou Mahamidou est premier ministre du Niger du 2 mars 1990 au 27 octobre 1991.

## Vie privée
Aliou Mahamidou meurt le 13 janvier 1996 à Niamey. Il a 5 enfants.